# Denis Christel Sassou-Nguesso
Denis Christel Sassou-Nguesso (ur. 14 stycznia 1975 w Brazzaville) – kongijski polityk, od 2012 roku deputowany do Zgromadzenia Narodowego, od 2021 roku minister współpracy międzynarodowej. 

## Życiorys
Jest synem prezydenta Konga Denisa Sassou-Nguesso. Jest absolwentem Wojskowej Szkoły Przygotowawczej im. Philippe Leclerc de Hauteclocque w Brazzaville. Ukończył studia prawnicze na uniwersytecie w Bordeaux, uzyskał tytuł magistra prawa prywatnego o specjalizacji w prawie notarialnym. Pracował jako referent notarialny, przez rok odbywał staż w Halliburton w Teksasie w firmie zajmującej się handlem ropą naftową. Od 2001 roku pracował jako handlowiec w londyńskim biurze Société Nationale des Petroleums du Congo. Od 2005 do 2009 roku pracował jako administrator spółki zależnej od SNPC – Cotrade. Został dyrektorem generalnym SNPC Distribution i administratorem Congolaise de raffinage (Coraf), stanowisko to pełnił do 2011 roku. W 2012 roku założył fundację Perspectives d'Avenir zajmującą się angażowaniem młodzieży w projekty społeczne.
W 2016 roku uzyskał tytuł doktora honoris causa uniwersytetu Cadi Ayyad w Marrakeszu. W 2018 roku utworzył think tank Horizons, który skupia się na tworzeniu propozycji rozwiązań dotyczących rozwoju kongijskiego społeczeństwa i transformacji kraju.

### Działalność polityczna
W 2011 roku dołączył do biura politycznego Kongijskiej Partii Pracy. W wyborach parlamentarnych w 2012 roku został wybrany deputowanym do Zgromadzenia Narodowego z okręgu Cuvette. W wyborach do Zgromadzenia Narodowego w 2017 roku uzyskał reelekcję otrzymując 99% głosów. W 2018 roku utworzył think tank Horizons, który skupia się na tworzeniu propozycji rozwiązań dotyczących rozwoju kongijskiego społeczeństwa i transformacji kraju. W tym samym roku wydał broszurę Ce que je crois (pol. W co wierzę) przedstawiającą jego wizję kraju. Te działania spowodowały spekulację mediów o jego możliwym starcie w wyborach prezydenckich.
15 maja 2021 został powołany w skład pierwszego rządu Anatole Collinet Makosso jako minister współpracy międzynarodowej i partnerstwa publiczno-prywatnego. We wrześniu 2022 roku, po zmianach w rządzie, wszedł w skład drugiego rządu Makosso pozostając na funkcji ministra współpracy międzynarodowej.

## Kontrowersje
W 2019 roku został oskarżony przez francuski sąd o pranie pieniędzy. W 2020 roku amerykańska prokuratura oskarżyła go o wykorzystanie środków SNPC do nabycia mieszkania w Miami.

## Odznaczenia i wyróżnienia
- Order kongijski zasługi sportowej (2016)[11]